# Lasiomerus constrictus
Lasiomerus constrictus är en insektsart som först beskrevs av Champion 1899.  Lasiomerus constrictus ingår i släktet Lasiomerus och familjen fältrovskinnbaggar. Inga underarter finns listade i Catalogue of Life.